# 栋日耳曼
栋日耳曼（法語：Domgermain，法語發音：[dɔ̃ʒɛʁmɛ̃]），又称栋热曼，是法国默尔特-摩泽尔省的一个市镇，位于该省西南部，属于图勒区。

## 地理
栋日耳曼（48°38'33"N, 5°49'33"E）面积13.09 平方千米，位于法国大東部大區默尔特-摩泽尔省，该省份为法国东北部内陆省份，是洛林的一部分，北邻比利时、卢森堡，北起顺时针与摩泽尔省、下莱茵省、孚日省和默兹省接壤。
与栋日耳曼接壤的市镇（或旧市镇、城区）包括：沙尔姆拉科特、绍卢瓦-梅尼洛、埃克鲁沃、图勒、里尼圣马丹。

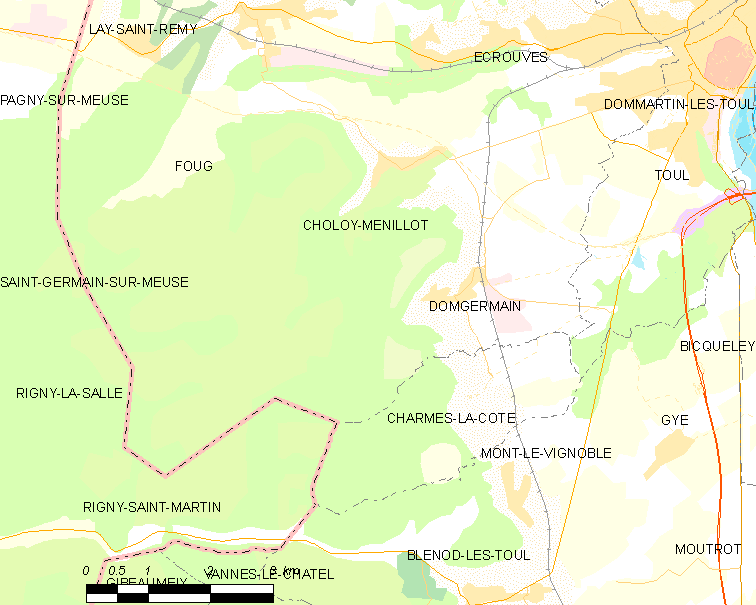
栋日耳曼的OSM定位图

栋日耳曼的时区为UTC+01:00、UTC+02:00（夏令时）。

## 行政
栋日耳曼的邮政编码为54119，INSEE市镇编码为54162。

## 政治
栋日耳曼所属的省级选区为图勒县。

## 人口

1962-2008年间栋日耳曼人口变化图示

栋日耳曼于2022年1月1日时的人口数量为1134人。